# Giải vô địch bóng đá trong nhà chuyên nghiệp Việt Nam 2018
Giải Futsal nam chuyên nghiệp Việt Nam năm 2018 (tiếng Anh:2018 Vietnam Futsal League,viết tắt:VFL 2018) là giải đấu đầu tiên của Giải Futsal nam chuyên nghiệp Việt Nam,giải Futsal chuyên nghiệp đầu tiên của Việt Nam được tổ chức mỗi năm một lần.Được lấy ý tưởng theo cách thức tổ chức của Giải bóng rổ nam vô địch Quốc gia chuyên nghiệp Việt Nam (VBA).Diễn ra ở 3 thành phố lớn:Hà Nội,Đà Nẵng & Thành phố Hồ Chí Minh từ ngày mồng 31/03 cho đến ngày mồng 22/04/2018.Tổng cộng 6 CLB sẽ tham dự.Những CLB đều là những CLB bóng rổ nam chuyên nghiệp ở Việt Nam đang thi đấu tại VBA.Vận dụng mô hình thành công của VBA,VFL sẽ có các điểm đổi mới cực kì nổi bật,đặc biệt là sự xuất hiện lần đầu tiên của những cầu thủ ngoại binh ở một giải đấu futsal nam Việt Nam.Đấy sẽ là các cá nhân xuất sắc đến từ những cường quốc futsal như:Nhật Bản,Tây Ban Nha hoặc là Uzbekistan,... Buổi họp báo trước khi khởi tranh giải đấu được tổ chức vào ngày mồng 21/03/2018.

## Nhà tài trợ
Nhãn hàng Revive sẽ là nhà tài trợ cho giải đấu năm nay.

## Các đội tham gia
Dưới đây là danh sách các câu lạc bộ tham gia giải đấu năm 2018:
| Đội                  | Thành phố             | Đội trưởng |
| -------------------- | --------------------- | ---------- |
| Cantho Catfish       | Cần Thơ               |            |
| Danang Dragons       | Đà Nẵng               |            |
| Hanoi Buffaloes      | Hà Nội                |            |
| Hochiminh City Wings | Thành phố Hồ Chí Minh |            |
| Saigon Heat          | Thành phố Hồ Chí Minh |            |
| Thang Long Warriors  | Hà Nội                |            |

## Vòng bảng
Vòng bảng sẽ thi đấu theo thể thức đá vòng tròn một lượt tính điểm diễn ra ở Hà Nội, Đà Nẵng và Thành phố Hồ Chí Minh. Bốn đội có thành tích xuất sắc nhất sẽ bước vào tranh tài ở vòng loại trực tiếp được tổ chức ở Thành phố Hồ Chí Minh từ 21-22/4.
Các đội tuyển được xếp hạng theo điểm (3 điểm cho 1 trận thắng, 1 điểm cho 1 trận hòa, 0 điểm cho 1 trận thua).

### Vòng 1
Vòng 1 của vòng bảng diễn ra tại Nhà thi đấu Trường Đại học Bách khoa Hà Nội vào hai ngày 31 tháng 3 và 1 tháng 4 năm 2018.
| Thanglong Warriors                                               | 3-3 | Danang Dragons                                        |
| ---------------------------------------------------------------- | --- | ----------------------------------------------------- |
| - Trần Nhật Trung 18' - Trần Tấn Đông 30' - Trịnh Quang Vinh 36' |     | - Phan Tuấn Bảo 8' - Danh Phát 28' - Chu Văn Tiên 39' |

| Hanoi Buffaloes                              | 3-4 | Ho Chi Minh City Wings                                                     |
| -------------------------------------------- | --- | -------------------------------------------------------------------------- |
| - Vũ Đức Tùng 6', 17' - Nguyễn Thành Tín 33' |     | - Trần Văn Vũ 10' - Artur Yusunov 19' - Vũ Xuân Du 32' - Trần Thái Huy 35' |

| Cantho Catfish                            | 2-2 | Thanglong Warriors                        |
| ----------------------------------------- | --- | ----------------------------------------- |
| - Trần Quang Toàn 14' - Đặng Phi Tiến 21' |     | - Trần Nhật Trung 9' - Nguyễn Đắc Huy 31' |

| Ho Chi Minh City Wings      | 2-2 | Saigon Heat                            |
| --------------------------- | --- | -------------------------------------- |
| - Phùng Trọng Luân 13', 36' |     | - Đoàn Văn Định 17' - Lâm Tấn Phát 21' |

| Danang Dragons        | 1-3 | Hanoi Buffaloes             |
| --------------------- | --- | --------------------------- |
| - Nguyễn Trần Duy 39' |     | - Tôn Thất Phi 7', 39', 40' |

### Vòng 2
Vòng 2 của vòng bảng diễn ra tại Nhà thi đấu Rạch Miễu (Thành phố Hồ Chí Minh) vào hai ngày 7-8 tháng 4 năm 2018.
| Saigon Heat | 6-3 | Cantho Catfish                                                         |
| --- | --- | ---------------------------------------------------------------------- |
| - Nguyễn Phước Quý Sang 17', 29' - Ito Keita 18' - Mai Thành Danh Toại 23' - Lâm Tấn Phát 38' - Đoàn Văn Định 39' |     | - Dương Ngọc Linh 1' - Nguyễn Văn Quốc Huy 31' - Nguyễn Thanh Tuấn 36' |

| Ho Chi Minh City Wings | 1-1 | Thanglong Warriors     |
| ---------------------- | --- | ---------------------- |
| - Phùng Trọng Luân 28' |     | - Nguyễn Văn Trung 40' |

| Danang Dragons          | 1-1 | Saigon Heat     |
| ----------------------- | --- | --------------- |
| - Svirdov Konstantin 9' |     | - Ito Keita 29' |

| Cantho Catfish                                                  | 4-3 | Ho Chi Minh City Wings                                                    |
| --------------------------------------------------------------- | --- | ------------------------------------------------------------------------- |
| - Châu Đoàn Phát 7' - Nguyễn Minh Trí 15' - Trần Quang Toàn 19' |     | - Ngô Ngọc Sơn 5', 29' (phản lưới nhà) - Vũ Xuân Du 18' - Cổ Trí Kiệt 38' |

| Hanoi Buffaloes                           | 3-2 | Thanglong Warriors                          |
| ----------------------------------------- | --- | ------------------------------------------- |
| - Pardo Calvo 13' - Tôn Thất Phi 31', 33' |     | - Trịnh Quang Vinh 6' - Nguyễn Quang Huy 8' |

### Vòng 3
Vòng 3 của vòng bảng diễn ra tại Nhà thi đấu Quân khu 5 (Đà Nẵng) vào hai ngày 14-15 tháng 4 năm 2018.
| Saigon Heat                       | 1-2 | Hanoi Buffaloes                             |
| --------------------------------- | --- | ------------------------------------------- |
| - Vũ Đức Tùng 23' (phản lưới nhà) |     | - Nguyễn Văn Tuấn 28' - Noé Pardo Calvo 39' |

| Cantho Catfish      | 1-4 | Danang Dragons                                                                         |
| ------------------- | --- | -------------------------------------------------------------------------------------- |
| - Nguyễn Anh Duy 6' |     | - Nguyễn Trần Duy 29' - Chu Văn Tiến 31' - Nguyễn Thanh Tài 35' - Trần Văn Tấn Tài 39' |

| Thanglong Warriors                      | 2-3 | Saigon Heat                                                           |
| --------------------------------------- | --- | --------------------------------------------------------------------- |
| - Nguyễn Đắc Huy 1' - Trần Tấn Đông 38' |     | - Đinh Văn Toàn 20' - Nguyễn Phước Quý Sang 29' - Đoàn Minh Quang 33' |

| Hanoi Buffaloes | 1-5 | Cantho Catfish |
| --------------- | --- | -------------- |
|                 |     |                |

| Ho Chi Minh City Wings | 7-1 | Danang Dragons  |
| --- | --- | --------------- |
| - Phạm Đức Hòa 4' - Phùng Trọng Luân 11', 39' - Lê Quốc Nam 14' - Artur Yusunov 26' - Trần Thái Huy 30' - Trần Văn Vũ 31' |     | - Danh Phát 30' |

### Bảng xếp hạng
Quy tắc xếp hạng:
1. Tổng số điểm,
2. Hiệu số bàn thắng và bàn thua.

Dưới đây là bảng xếp hạng tính đến hết vòng bảng:
| XH | Đội                    | St | T | H | B | HS | Đ | Vượt qua vòng loại      |
| -- | ---------------------- | -- | - | - | - | -- | - | ----------------------- |
| 1  | Hanoi Buffaloes        | 5  | 3 | 0 | 2 | 0  | 9 | Vòng đấu loại trực tiếp |
| 2  | Ho Chi Minh City Wings | 5  | 2 | 2 | 1 | 6  | 8 | Vòng đấu loại trực tiếp |
| 3  | Saigon Heat            | 5  | 2 | 2 | 1 | 3  | 8 | Vòng đấu loại trực tiếp |
| 4  | Cantho Catfish         | 5  | 2 | 1 | 2 | -2 | 7 | Vòng đấu loại trực tiếp |
| 5  | Danang Dragons         | 5  | 1 | 2 | 2 | -5 | 5 |                         |
| 6  | Thanglong Warrios      | 5  | 0 | 3 | 2 | -2 | 3 |                         |

## Vòng đấu loại trực tiếp
Vòng đấu loại trực tiếp diễn ra tại Nhà thi đấu Rạch Miễu (Thành phố Hồ Chí Minh) vào hai ngày 21-22 tháng 4 năm 2018. 4 đội đầu bảng sẽ thi đấu ở vòng này theo thể thức:
- Bán kết 1: Nhất bảng - Đứng thứ 4 bảng
- Bán kết 2: Nhì bảng - Đứng thứ 3 bảng

Các trận bán kết diễn ra ngày 21 tháng 4. Trận chung kết và tranh hạng 3 diễn ra ngày 22 tháng 4 năm 2018.
|  | Bán kết |                        |         |  |   |                        |                 |               |
|  | 1       | Hanoi Buffaloes        | 3       |  |   |                        |                 |               |
|  | 4       | Cantho Catfish         | 1       |  |   | Chung Kết              | Chung Kết       | Chung Kết     |
|  |         |                        |         |  |   | 1                      | Hanoi Buffaloes | 63            |
|  | Bán kết | Bán kết                | Bán kết |  | 2 | Ho Chi Minh City Wings | 61              |               |
|  | 2       | Ho Chi Minh City Wings | 43      |  |   |                        |                 |               |
|  | 3       | Saigon Heat            | 41      |  |   | Tranh hạng ba          | Tranh hạng ba   | Tranh hạng ba |
|  |         |                        |         |  |   | 4                      | Cantho Catfish  | 3             |
|  |         |                        |         |  |   | 3                      | Saigon Heat     | 1             |

### Bán kết
| Hanoi Buffaloes                           | 3-1 | Cantho Catfish        |
| ----------------------------------------- | --- | --------------------- |
| - Vũ Đức Tùng 10', 37' - Tôn Thất Phi 33' |     | - Dương Ngọc Linh 12' |

| Ho Chi Minh City Wings                                           | 4-4 | Saigon Heat                                                                  |
| ---------------------------------------------------------------- | --- | ---------------------------------------------------------------------------- |
| - Lê Quốc Nam 9' - Phùng Trọng Luân 22' - Trần Thái Huy 25', 27' |     | - Đinh Văn Toàn 11' - Vũ Quốc Hưng 26' - Đoàn Văn Định 36' - Lê Văn Khoa 40' |
| Loạt sút luân lưu                                                |     |                                                                              |
| - Phạm Đức Hòa - Cổ Trí Kiệt - Trần Văn Vũ                       | 3-1 | - Nguyễn Thanh Tuấn - Ito Keita                                              |

## Giải thưởng
| Vô địch VFL 2018 Hanoi Buffaloes Futsal Club Lần thứ nhất |

| Các giải thưởng cá nhân  | Các giải thưởng cá nhân | Các giải thưởng cá nhân |
| Cầu thủ xuất sắc nhất    | Vua Phá Lưới            | Thủ môn xuất sắc nhất   |
| ------------------------ | ----------------------- | ----------------------- |
| Phùng Trọng Luân         | Vũ Đức Tùng             | Nguyễn Văn Huy          |
| Các giải thưởng Đồng dội |                         |                         |
| Á quân                   | Hạng ba                 | Phong cách              |
| Hochiminh City Wings     | Cantho Catfish          | Saigon Heat             |